# Ga Bosan
Ga Bosan (Tiếng Hàn: 보산역, Hanja: 保山驛) là ga tàu điện ngầm của Tàu điện ngầm vùng thủ đô Seoul tuyến 1 ở Bosan-dong, Dongducheon-si, Gyeonggi-do, Hàn Quốc và bắt đầu hoạt động vào ngày 15 tháng 12 năm 2006.
Để thuận tiện cho cư dân Bosan-dong gần đó gặp bất tiện khi sử dụng đường sắt đô thị do khoảng cách giữa các ga dài giữa Ga Dongducheon Jungang hiện tại và Ga Dongducheon nên một ga đã được bổ sung và bắt đầu hoạt động với phần mở rộng Uijeongbu ~ Soyosan. Camp Casey, căn cứ quân sự Mỹ nằm gần nhà ga.

## Lịch sử
- 15 tháng 12 năm 2006: Bắt đầu hoạt động với việc khai trương đoạn mở rộng của Tàu điện ngầm vùng thủ đô Seoul tuyến 1[2]

## Bố trí ga
| ↑ Dongducheon         |
| \| ２                 |
| Dongducheon Jungang ↓ |

| １ | ●Tuyến 1 | ← Hướng đi Dongducheon · Soyosan · Jeongok · Yeoncheon      |
| ２ | ●Tuyến 1 | → Hướng đi Uijeongbu · Đại học Kwangwoon · Guro · Incheon → |

## Xung quanh nhà ga
| Lối ra \| 나가는 곳 \| Exit \| 出口 | Lối ra \| 나가는 곳 \| Exit \| 出口 |
| ----------------------------------- | --- |
| 1                                   | Khu du lịch nước ngoài đặc biệt Dongducheon |
| 2                                   | Trung tâm phúc lợi hành chính Bosan-dong Bưu điện Dongducheon Trường tiểu học Bosan Trường trung học cơ sở và trung học phổ thông Hanbitnuri Geolsan-dong |